# 斯帕克斯灣
66°22′S 110°32′E / 66.367°S 110.533°E

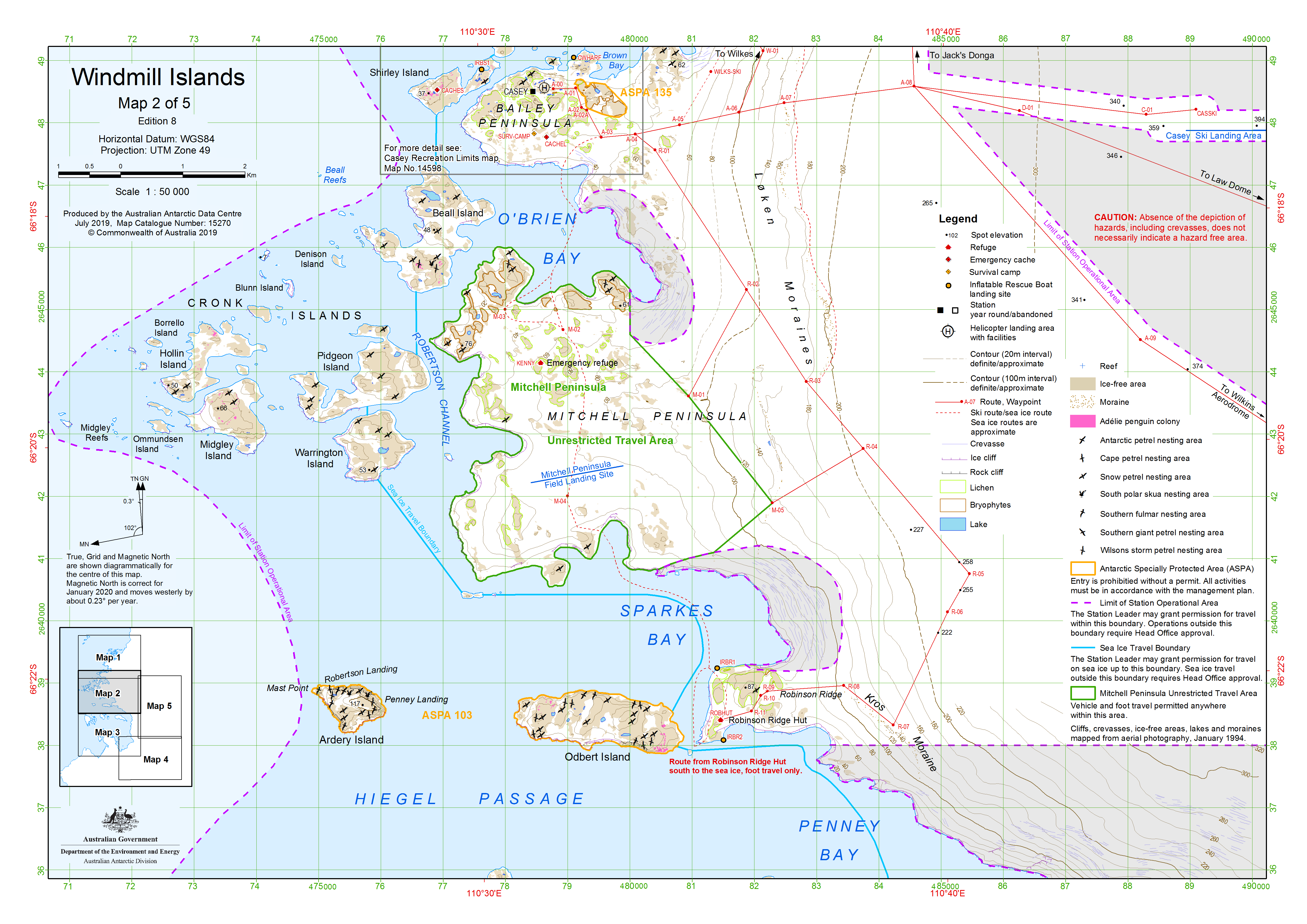
位置和范围：中部风磨岛，南极洲

斯帕克斯灣（英語：Sparkes Bay）是南極洲的海灣，長4.6公里、寬1.9公里，北面是米歇爾半島，南面是魯賓遜嶺和奧德伯特島，該海灣根據美國海軍拍攝的空中照片繪入地圖。